# Andenzivilisation

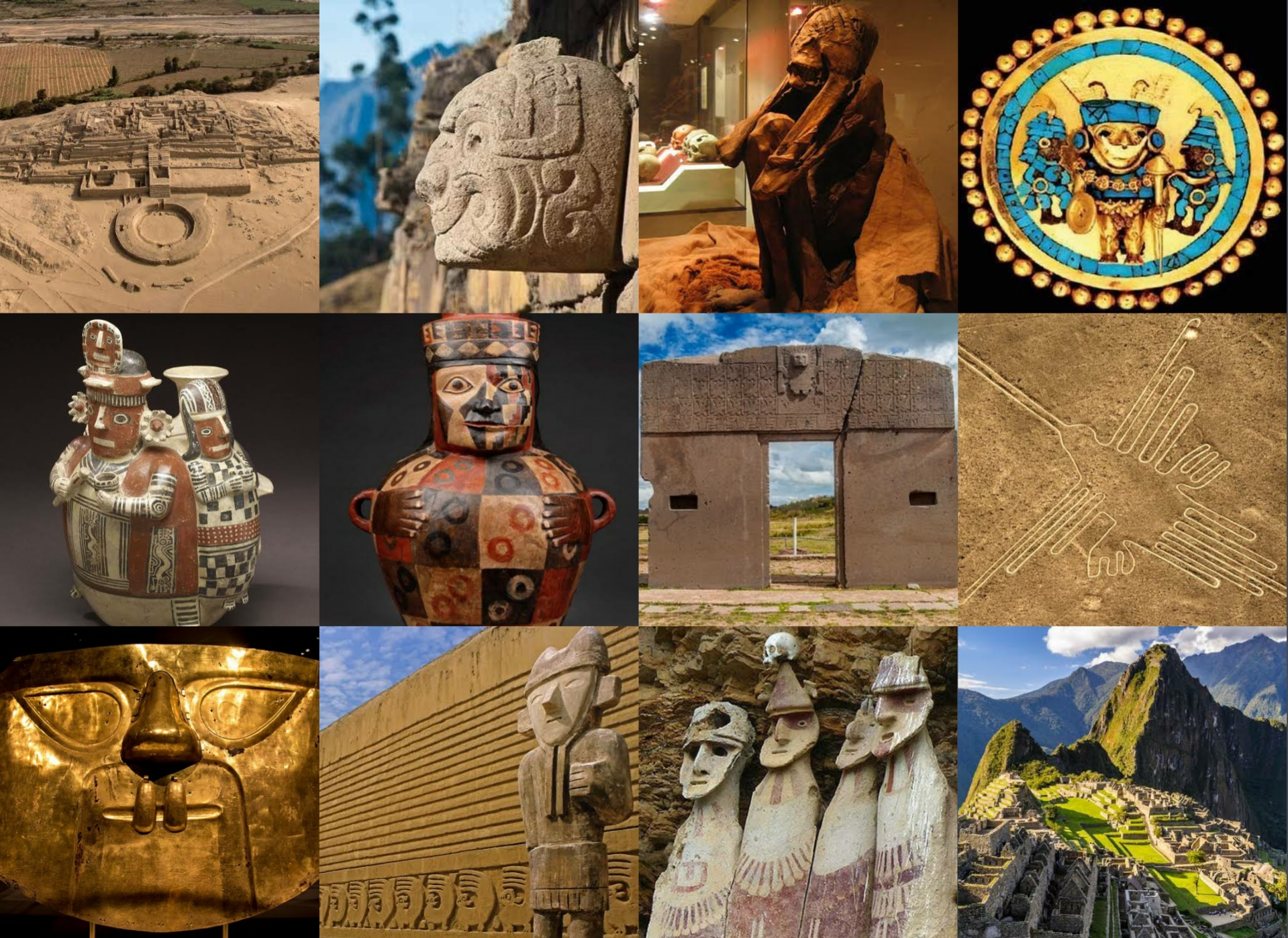
Von links nach rechts: Blick auf die Stadt Caral (die älteste in Amerika), Nagelköpfe (charakteristisches Symbol der Chavín-Kultur), Mumie der Paracas-Kultur, goldener Ohrenschützer mit Edelsteineinlage der Mochica-Kultur, Keramik aus der Recuay-Kultur, Huaco der Wari-Kultur, Sonnentor von Tiwanaku, Kolibrifigur in den Nazca-Linien, Goldmaske der Sicán-Kultur, die Chimú-Zitadelle von Chan Chan, Sarkophage der Chachapoya-Kultur und der Blick auf Machu Picchu.

Als Andenzivilisation, auch Altperu, werden komplexe Gesellschaften (Zivilisationen) bezeichnet, die sich im Andenraum einschließlich der Pazifikküste im Westen Südamerikas vor der Ankunft der Europäer entwickelten. Neben Peru umfasst dieser Kulturraum insbesondere Kolumbien, Ecuador, Bolivien, Chile und Argentinien. Der Andenraum mit seiner trockenen Pazifikküste, den östlich gelegenen feuchtwarmen Gebieten des Amazonasregenwaldes und den hohen beschneiten Gipfel der Anden bot mit seiner sich zwischen 2.500 und 3.500 m erstreckenden Sierra günstige landwirtschaftliche Bedingungen (gleichmäßiges Klima, fruchtbarer Boden) und begünstigte so die Besiedlung des Andenraums. Ähnliches  galt für den Altiplano, ein abflussloses steppenartiges Gebiet zwischen 3.000 und 4.500 m mit dem Titicacasee. Wann die ersten Menschen nach Südamerika einwanderten, ist unbekannt. Einige Forscher nehmen an, dass der Andenraum über die Landenge von Panama besiedelt wurde.

## Hintergrund
Besonders im Andenraum wurden archäologische Artefakte aus der präkolumbischen Zeit Perus entdeckt zu denen beispielsweise goldene Königsmasken gehören. Zudem gibt es einige bemerkenswerte Knotenschnüre die sogenannten Quipus, die von den Inka als Hilfsmittel für die Verwaltung ihres Reiches genutzt wurden, da sie keine Schriftzeichen kannten.
Die Gebiete des heutigen Peru wurden vor etwa 20.000 Jahren durch die ersten Nomadenstämme besiedelt. Es wurden zahlreiche Spuren der Besiedlung durch diese steinzeitlichen Bewohner entdeckt, die als Jäger und Sammler dort lebten. Von ihnen zeugen beispielsweise Ausgrabungsfunde in Chivateros oder Felsmalereien in den Höhlen von Lauricocha, die Höhle von Toquepala, in der die wohl ältesten Malereien Lateinamerikas gefunden wurden, oder den Funden bei Huaca Prieta.

## Präkeramische Epoche
Einige dieser frühen Siedler entwickelten sich zu primitiven Ackerbau-Kulturen, aus denen später die peruanischen Hochkulturen mit ihren imposanten Bauwerken entstanden. Möglicherweise wurden sie durch Kulturen anderer Erdteile oder Gebiete beeinflusst. So weisen beispielsweise einige Keramiken aus Valdivia eine erstaunliche Ähnlichkeit mit der japanischen Jomon-Kultur auf. Dass ein solcher Kulturaustausch möglich war, zeigte das Experiment des Norwegers Thor Heyerdahl, der 1947 mit der Kon-Tiki, einem nachgebauten altperuanischen Floß, bis zu den polynesischen Inseln in der Südsee segelte. Dabei stützte er sich auf eine überlieferte Legende, in der geschildert wurde, wie der Inkahäuptling Túpac Yupanqui eine lange Fahrt über das offene Meer unternahm und wohlbehalten zurückkehrte.
Die Andenbewohner hielten kaum Tiere (im Wesentlichen Meerschweinchen, Lama und Hund), bauten aber reichlich Gemüsesorten an: Kartoffeln, Erdnüsse, Chili, … Die Baumwollweberei ermöglichte auch einfache künstlerische Betätigung. In dieser Zeit wurden vermutlich die ersten Sakralgebäude errichtet. Auch Grabbeigaben aus nicht einheimischem Stein oder aus ecuadorianischen Muscheln lassen einen Austausch mit fremden Kulturen vermuten. Schon zu dieser Epoche scheint es erste Hochkulturen gegeben zu haben, worauf die Entdeckungen in Caral hindeuten.

## Keramische Epoche
Mit der Erfindung der Keramik begann die keramische Epoche (1800–900). Bewässerungstechnik wurde eingeführt, um die trockenen Gebiete des Andenraums nutzbar zu machen. Ton wird erstmals zur Fertigung einfacher Kunstgegenstände genutzt. An der Küste wurden große von Häusern umgebene Tempelanlagen errichtet, die von Priestern regiert und von Kriegern unterstützt wurden. Das Volk der Moche ist dabei besonders wegen der Vielzahl an Keramikfunden bekannt. Man spricht daher auch von der Moche-Kultur als Massenproduzenten von Keramikwaren. Sie stellten dabei viele ähnliche Gefäße her, obwohl ihnen die Töpferscheibe nicht bekannt war. Auch die Nazca hinterließen neben den großen Scharrbildern verzierte Keramiken.

## Früher Horizont
In der präkolumbischen Zeit werden Epochen, in denen eine Hochkultur mehrere Völker einigte, Horizont genannt. Der frühe Horizont (900–300) begann mit dem Aufstieg der Chavinkultur oder mit dem Untergang der Küstenkulturen. Entscheidender kultureller Faktor dieser Zeit war die Fähigkeit der Metallverarbeitung. Diese Zeit gilt als der Ursprung der Peruanischen Kultur. Woher das Volk Chavin kam und wie es sich ausbreitete, ist unbekannt. Sie errichteten große Tempelanlagen, deren Ausmaß erst wieder in der Inkazeit erreicht wurde. Die Tempelorte wurden um 300 aus bis heute ungeklärten Umständen verlassen; die religiösen Ideen lebten aber auch nach dem Untergang der Chavinkultur weiter. Typisch für die Chavinkultur ist der Cupisnique Stil, eine Kombination aus Flachreliefen und Einritzungen meist in schwarzem Ton.

## Frühe Zwischenzeit
In der frühen Zwischenzeit (300 v. Chr. bis 600 n. Chr.), nach dem Zusammenbruch der Chavin, zerfiel Peru in kleine Staaten, von denen die einen die ganze Epoche überlebten, und andere, die nach kurzer Zeit wieder zerfielen („Regionalismus“). Diese Zeit verzeichnete einen Niedergang der Architektur. Typisch ist der Vicusstil, wo auf Keramikflaschen und Töpfen Tiere oder Menschen dreidimensional darstellt werden. Die ersten Sonnen- und Mondpyramiden wurden errichtet.

## Mittlerer Horizont
Bei der Einigung im mittleren Horizont (600–1000) bildeten sich die Wari- und die Tiwanaku-Kultur heraus. Die ersten Städte ausgestattet mit schachbrettartigem Straßenmuster und von Verteidigungswällen umgeben entstanden. Die Tiahuanacos verbreiteten sich friedlich. Die kriegerischen Wari hingegen zwangen den eroberten Regionen ihre Kunst und Religion auf.
Typisch für den Wari-Stil sind bemalte und mit Flachreliefen verzierte Tongefäße. Wie diese Kulturen miteinander kommunizierten und wer sie beherrschte, ist unbekannt. Im 10. Jahrhundert wurden die Ansiedlungen plötzlich aus bis heute ungeklärten Umständen verlassen. Die Wari-Kultur bildet das kulturelle Fundament der Kultur der Inka.

## Späte Zwischenzeit
Nach dem Zerfall der Huari entwickelte sich in der späten Zwischenzeit (1000–1450) die Chimú-Kultur. Sie hinterließ künstlerisch ausgereifte Metallarbeiten und Keramiken. Ihre Hauptstadt Chan Chan ist einmalig im präkolumbischen Peru. Diese Kultur wurde auch ein Opfer der Expansion der Inka.

## Später Horizont
Im späten Horizont (1450–1533), der letzten Epoche des präkolumbischen Peru, bildete sich mit den Inka die letzte große einigende Kraft aus. Dank ihrer schlagkräftigen Armee schufen sie in kürzester Zeit ein riesiges Imperium mit einem gut ausgebauten Straßennetz. Typisch für diese Zeit sind Kunstwerke aus massivem Gold. Diese Zeit endete mit der Eroberung des durch einen Erbfolgekrieg geschwächten Inkareichs.